# Кулебакино
Кулеба́кино — село в Гурьевском районе Кемеровской области. Входит в состав Ур-Бедаревского сельского поселения.

## География
Расположено в 15 км к северо-северо-западу от Гурьевска. Центральная часть населённого пункта расположена на высоте 234 метров над уровнем моря.

## Население
| 2010 |
| ---- |
| 365  |